# Faurecia (Polska)
Faurecia – producent wyposażenia samochodów oraz metalowych konstrukcji siedzeń. Należy do francuskiej grupy Faurecia, zatrudniającej 84 tysiące pracowników w 270 fabrykach w 33 krajach. Prowadzi działalność w obrębie czterech głównych Grup Biznesowych: Automotive Seating (Siedzenia Samochodowe), Emissions Control Technologies (Technologie Kontroli Spalin), Interior Systems (Moduły Wewnętrzne) oraz Automotive Exteriors (Moduły Zewnętrzne).
Faurecia jest obecna w Polsce od 1996 roku, kiedy to otwarto pierwszy zakład w Grójcu.
Obecnie działa w Polsce poprzez pięć spółek: Faurecia Automotive Polska S.A. z siedzibą w Grójcu, Faurecia Wałbrzych S.A., Legnica S.A., Faurecia Gorzów S.A., Faurecia Grójec R&D Center S.A.